# Ergys Luga
Ergys Luga (ur. 30 lipca 1988 w Tiranie) – albański trener piłkarski.